# Фонтнуј
Фонтнуј (фр. Fontenouilles) насеље је и општина у источном делу централне Француске у региону Бургоња, у департману Јон која припада префектури Осер.
По подацима из 2011. године у општини је живело 221 становника, а густина насељености је износила 13,41 становника/km². Општина се простире на површини од 16,48 km². Налази се на средњој надморској висини од 199 метара (максималној 199 m, а минималној 141 m).

## Демографија
| 1962. | 1968. | 1975. | 1982. | 1990. | 1999. | 2011. |
| ----- | ----- | ----- | ----- | ----- | ----- | ----- |
| 269   | 297   | 215   | 177   | 199   | 209   | 221   |

График промене броја становника у току последњих година